# رئيس كيريباتي
رئيس كيريباتي (الكيريباتية: Beretitenti) هو رأس الدولة ورئيس الحكومة في كيريباتي.
بعد الانتخابات العامة، التي ينتخب فيها المواطنون أعضاء مجلس النواب، يختار الأعضاء من بينهم "ما لا يقل عن 3 ولا أكثر من 4 مرشحين" للرئاسة. لا يجوز لأي شخص آخر الترشح. ثم ينتخب مواطنو كيريباتي الرئيس من بين المرشحين المقترحين الفوز للأكثر أصواتا.

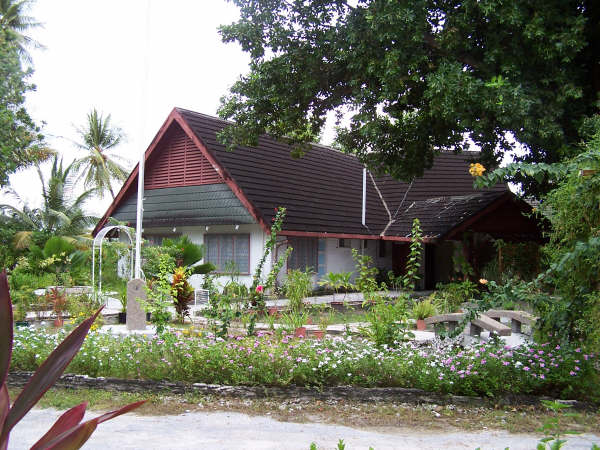
المقر الرئاسي السابق مقر الحكومة، بيريكي.

## List of presidents
| الرقم | الصورة | الإسم (الميلاد- الوفاة)               | الإنتخابات              | مدة المنصب     | مدة المنصب     | مدة المنصب         | الحزب السياسي                             |
| الرقم | الصورة | الإسم (الميلاد- الوفاة)               | الإنتخابات              | تولى منصبه     | ترك المكتب     | الوقت في المكتب    | الحزب السياسي                             |
| ----- | ------ | ------------------------------------- | ----------------------- | -------------- | -------------- | ------------------ | ----------------------------------------- |
| 1     |        | إرميا تاباي (مواليد 1949)             | 1978 1982               | 12 يوليو 1979  | 10 ديسمبر 1982 | 3 سنوات و151 أيام  | الحزب الوطني التقدمي                      |
| —     |        | روتا أونوريو (1919–2004) بالنيابة     | —                       | 10 ديسمبر 1982 | 18 فبراير 1983 | 70 أيام            | مستقل                                     |
| 2     |        | إرميا تاباي (مواليد 1949)             | 1983 1987               | 18 فبراير 1983 | 4 يوليو 1991   | 8 سنوات و136 أيام  | الحزب الوطني التقدمي                      |
| 3     |        | تياتاو تيناكي (1936–2016)             | 1991                    | 4 يوليو 1991   | 24 مايو 1994   | 2 سنوات و324 أيام  | الحزب الوطني التقدمي                      |
| —     |        | تيكيري تامويرا (مواليد 1940) بالنيابة | —                       | 24 مايو 1994   | 28 مايو 1994   | 4 أيام             | مستقل                                     |
| —     |        | آتا تيوتاي (مواليد 19??) بالنيابة     | —                       | 28 مايو 1994   | 1 أكتوبر 1994  | 126 أيام           | مستقل                                     |
| 4     |        | تيبورورو تيتو (مواليد 1952)           | 1994 1998 2003 (فبراير) | 1 أكتوبر 1994  | 28 مارس 2003   | 8 سنوات و178 أيام  | الحزب الديمقراطي المسيحي / حماية المانيبا |
| —     |        | تيون أوتانج (مواليد 19??) بالنيابة    | —                       | 28 مارس 2003   | 10 يوليو 2003  | 104 أيام           | مستقل                                     |
| 5     |        | أنوتي تونغ (مواليد 1952)              | 2003 (Jul) 2007 2012    | 10 يوليو 2003  | 11 مارس 2016   | 12 سنوات و245 أيام | أركان الحقيقة                             |
| 6     |        | تانيتي ماماو (born 1960)              | 2016 2020               | 11 مارس 2016   | حالي           | 9 سنوات و51 أيام   | حزب توبوان كيريباتي                       |

أعلى رتبة في جمعية كشافة كيريباتي هيجائزة الرئيس